# Hinterland (sèrie)
Y Gwyll (versió gal·lesa) o Hinterland (versió anglesa) és una sèrie policíaca negraque té lloc a Gal·les. És difosa a S4C des del 29 d'octubre de 2013 i BBC One Wales des de gener de 2014.

## Sinopsi
L'inspector en cap Tom Mathias és traslladat a una petita ciutat d'Aberystwyth del camp gal·lès.

## Repartiment
- Richard Harrington:[2] Inspector en cap Tom Mathias
- Mali Harries: Inspector principal Mared Rhys
- Alex Harries: agent de policia Lloyd Elis
- Hannah Daniel: Sergent Siân Owens
- Aneirin Hughes: Superintendent Brian Prosser

## Producció
El rodatge de la sèrie té com a particularitat que cada escena és rodada dues vegades de manera idèntica, només canvia la llengua de rodatge: Una presa és filmada en gal·lès i una altra en anglès, per a les necessitats de la versió gal·lesa de la sèrie, o de la seva versió anglesa (o bilingüe, el gal·lès resta llavors present de manera reduïda). Les dues versions eren doncs de fet dues versions originals.

## Episodis

### Primera temporada (2013)
1. El pont del Diable (Devil's Bridge): Des del primer dia a la seva nova feina a Aberystwyth, l'inspector Tom Mathias és cridat per indagar una desaparició sospitosa. A un bungalow vora el mar, descobreix un lavabo ple de sang, però cap signe de la propietària.
2. El pes del passat (Night Music): En la investigació de la mort d'un home de 69 anys, l'inspector en cap descobreix una història sagnant a les muntanyes. Hi ha molts sospitosos.
3. Penwyllt: Al poble aïllat de Penwyllt, el cos d'un jove és recuperat d'un llac de la pedrera, i la investigació porta Mathias al cor d'una comunitat molt unida.
4. La noia al pantà(The Girl in the Water): El cos d'una jove amb un vestit vermell és trobat en un pantà. Però l'assassí no ha deixat cap traça.

### Segona temporada (2015)[4]
1. Episodi 1 (The Girl in the Water): Sobre el fons d'antigues disputes sobre terres familiars, L'inspector en cap Mathias investiga un incendi criminal a una granja aïllada amb dues persones greument lesionades, una mare i el seu fill
2. Episodi 2 (Ceredigion): Mathias és sota pressió perquè Assumptes interns investiga la mort de Mari Davies. Un conductor d'autobús és trobat mort a trets en un flanc aïllat de la muntanya.
3. Episodi 3 (The Tale of Nant Gwrtheyrn): L'homicidi d'un dignitari local i d'un advocat porta al descobriment d'una història tràgica de l'amor i de la pèrdua alimentada per la desconfiança i la sospita a les profunditats del rere-país.
4. Episodi 4 (Dark River)El descobriment d'un cos en un llac porta a investigar un docent local.
5. Episodi 5 (The Sound of Souls): Un cos cremat és trobat a les dunes. La investigació porta sobre la pista d'una antiga disputa d'una família, que lliga amb l'homicidi d'una jove comès 13 anys abans. Mathias està convençut que l'homicidi de la jove té les respostes, però Prosser no permet Mathias submergir-se en el passat.

### Tercera temporada (2016)
La cadena S4C va encarregat una tercera temporada que va ser difosa l'any 2016.
1. Aftermath
2. A Poacher's Discovery
3. Both Barrels
4. Return to Pontarfynach